# Wolfred Nelson

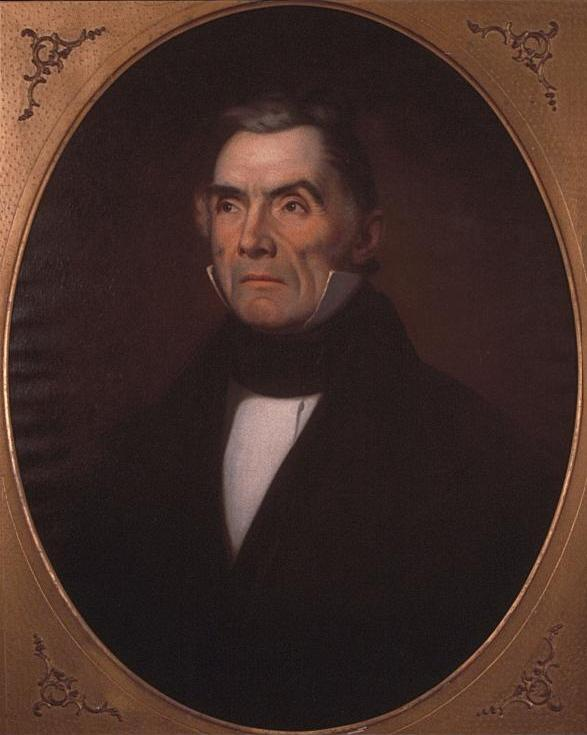
Wolfred Nelson

Wolfred Nelson (* 10. Juli 1791 in Montreal; † 17. Juni 1863 ebenda) war ein kanadischer Politiker und Arzt. Er gehörte von 1827 bis 1830 der Legislativversammlung von Niederkanada an und war einer der Wortführer der liberal-radikalen Opposition. Während der Niederkanada-Rebellion gehörte er zu den prominentesten Aufständischen und führte Kampfhandlungen gegen die britischen Kolonialtruppen an. Nach vierjähriger Verbannung wurde er 1842 amnestiert und kehrte in die Politik zurück. Bis 1851 war er Abgeordneter der Legislativversammlung der Provinz Kanada, von 1854 bis 1856 Bürgermeister der Stadt Montreal.

## Biografie
Vater William Nelson war ein Lehrer, der 1781 aus der englischen Grafschaft Yorkshire eingewandert war. Mutter Jane Dies entstammte einer Familie ehemaliger Großgrundbesitzer im US-Bundesstaat New York, die wegen der Unterstützung der Loyalisten im Unabhängigkeitskrieg nach Britisch-Nordamerika hatte fliehen müssen. Als Wolfred Nelson drei Jahre alt war, zog die Familie in die Garnisonsstadt Sorel. Er und sein Bruder Robert Nelson besuchten dort die von ihrem Vater geführte Schule. Beim dort ansässigen Armee-Arzt lernte er die praktischen Fähigkeiten eines Mediziners, 1811 erhielt er die Zulassung als Chirurg. Im Britisch-Amerikanischen Krieg diente er als Feldarzt. Nach dem Krieg ließ er sich in Saint-Denis-sur-Richelieu nieder, wo er eine Praxis eröffnete.
1827 wurde Nelson in die Legislativversammlung von Niederkanada gewählt und unterstützte die Parti patriote, die sich für gesellschaftliche und wirtschaftliche Reformen einsetzte. Er prangerte den Machtmissbrauch, die Korruption und die wirtschaftliche Dominanz der herrschenden Elite an. 1830 verzichtete er auf eine Wiederwahl. Während einer Reise nach Europa vertiefte er seine medizinischen Kenntnisse, nach seiner Rückkehr eröffnete er in Saint-Denis eine Schnapsbrennerei. Nelsons liberale Ansichten radikalisierten sich, besonders nachdem der Mörder eines engen Freundes durch eine gekaufte Jury freigesprochen worden war. Ab Mai 1837 organisierte er Versammlungen von Gleichgesinnten, um gegen die zunehmend repressive Kolonialregierung zu protestieren. Am 23./24. Oktober präsidierte er in Saint-Charles-sur-Richelieu die Versammlung der sechs Grafschaften, eine Volksversammlung von über 5.000 Patriotes, womit er explizit gegen ein von den Behörden erlassenes Versammlungsverbot verstieß.
Am 16. November 1837, zehn Tage nach Ausbruch der Niederkanada-Rebellion, wurde Nelson des Hochverrats angeklagt. Am 4. Dezember traf er sich in Saint-Denis mit den Rebellenführern Louis-Joseph Papineau und Edmund Bailey O’Callaghan. Sie beschlossen, sich der drohenden Verhaftung zu widersetzen, Waffen aufzutreiben und die Republik Niederkanada auszurufen. Eine britische Militäreinheit griff das Dorf am 23. November 1837 an, wurde aber in der Schlacht von Saint-Denis von den Aufständischen, die unter Nelsons Kommando standen, zurückgeschlagen. Trotz dieses Sieges musste Nelson untertauchen. Er wurde Mitte Dezember verhaftet und nach Montreal gebracht, wo er die nächsten sieben Monate im Gefängnis verbrachte. Nachdem er in einem Brief an Lord Durham seine Schuld eingestanden hatte, wurde er nach Bermuda verbannt. Bereits im Dezember 1838 wurde er wieder freigelassen, woraufhin er sich unweit der Grenze in Plattsburgh niederließ und als Arzt praktizierte.
Louis-Hippolyte La Fontaine gewährte 1842 Amnestie für die verbannten Führer der Aufstände, woraufhin Nelson seine Arztpraxis nach Montreal verlegte. 1844 wurde er in die Legislativversammlung der Provinz Kanada gewählt. In den folgenden sieben Jahren sprach er sich wiederholt für die Stärkung der Bürgerrechte und die Einführung der Selbstverwaltung aus. Mehrmals musste er sich gegen Anschuldigungen der Konservativen, er sei ein Rebell und Verräter, zur Wehr setzen. Neben seiner politischen Tätigkeit blieb er weiterhin als Arzt tätig; zusammen mit seinem Sohn Horace Nelson führte er die erste Operation in Kanada mithilfe von Anästhesie durch.
1851 ernannte die von La Fontaine und Robert Baldwin geführte Provinzregierung Nelson zum Gefängnisinspektor. In dieser Funktion verfasste er Berichte über die Missstände, die er zum Teil selbst über sich hatte ergehen lassen müssen. 1854 folgte die Wahl zum Bürgermeister der Stadt Montreal. Während seiner Amtszeit verbesserte Nelson die Qualität der städtischen Dienstleistungen durch die Einsetzung von Inspektoren. Auf eigene Kosten verfasste er eine Broschüre mit Ratschlägen, wie die Cholera eingedämmt werden kann. Außerdem unterstützte er Pläne zur Errichtung eines Parks auf dem Mont Royal. 1856 trat er von seinem Amt zurück.